# Halte Heer
Halte Heer is een voormalige halte aan de grensoverschrijdende spoorlijn Maastricht-Luik in Heer bij Maastricht. Hij werd geopend op 24 november 1861. Deze halte heeft er niet lang gelegen, want hij komt al niet meer voor in het spoorboekje van 1867. Halte Heer lag vroeger waar later station Maastricht Randwyck aangelegd is.
0,6: Luik-Vennes·
3,1: Luik-Cornillon ·
4,9: Bressoux ·
5,9: Jupille ·
8,0: Souverain-Wandre ·
8,8: Wandre ·
10,2: Château-de-Cheratte ·
10,9: Cheratte ·
12,0: Sarolay ·
13,0: Argenteau ·
13,4: Pont d'Argenteau · 
15,1: Sauvré ·
16,5: Pont-de-Visé ·
17,7: Wezet ·
Visé Haut ·
19,8: Eijsden ·
22,3: Maarland ·
24,1: Gronsveld ·
27,1: Heer ·
27,2: Maastricht Randwyck ·
28,8: Maastricht
Beek-Elsloo ·
Blerick · 
Bunde · 
Chevremont · 
Echt ·
Eijsden ·
Eygelshoven ·
-Markt · 
Geleen:
-Lutterade · 
-Oost · 
Heerlen ·
-Woonboulevard ·
Hoensbroek · 
Horst-Sevenum · 
Houthem-Sint Gerlach · 
Kerkrade Centrum ·
Klimmen-Ransdaal · 
Landgraaf · 
Maastricht ·
-Noord · 
-Randwyck · 
Meerssen ·
Mook-Molenhoek ·
Nuth · 
Reuver · 
Roermond ·
Schin op Geul · 
Schinnen · 
Sittard · 
Spaubeek · 
Susteren · 
Swalmen · 
Tegelen · 
Valkenburg · 
Venlo · 
Venray ·
Voerendaal · 
Weert
Voormalige stations: zie de lijst van voormalige spoorwegstations in Limburg (Nederland)